# Бобинац, Юрай
Юрай Бобинац (хорв. Juraj Bobinac; 1 августа 1901, Прозор — июнь 1945, Загреб) — хорватский военачальник, подполковник домобранства Независимого государства Хорватии, двоюродный брат Юре Францетича.

## Биография
Окончил пехотную школу, с 1919 года на службе в составе Югославской королевской армии. Апрельскую войну встретил в Скопье, 13 апреля 1941 года попал в немецкий плен и был выслан в Салоники. 28 мая освобождён из плена и вернулся в Хорватию, где вступил в ряды Хорватского домобранства (сухопутных войск НГХ). В звании сотника (капитана) сражался против югославских партизан и четников в Западной Боснии. Во время битвы за Козару командовал 1-м батальоном 4-й горной бригады домобранства. С осени 1942 года воевал в Славонии, участвовал в боях за Липик и Пакрац в октябре 1943 года, тогда же произведён в бойники (майоры). С января по сентябрь 1944 года командовал пехотной школой в Осиеке.
3 сентября 1944 года переведён в Усташскую войницу, был произведён в подполковники. С октября 1944 года командовал 2-м полком бригады охраны поглавника. В мае 1945 года после крушения НГХ попытался сбежать из Загреба, но попался в руки партизан. Военным трибуналом Югославии как государственный изменник приговорён к смерти.